# Sabri Sarıoğlu
Sabri Sarıoğlu er en pensioneret tyrkisk professionel fodboldspiller, der sidst spillede som højreback for den tyrkiske fodboldklub Göztepe S.K. Han kan også spille som højrefløj eller højrekant. Han blev kendt i klubben Galatasaray. Da han spillede i Yeni Özkartalspor blev han tilføjet til Galatasaray A2 holdet. Sabri Sarioglu er født i Samsun som ligger i Tyrkiet.